# Daiwa笹塚タワー
Daiwa笹塚タワー（ダイワささづかタワー）は、東京都渋谷区笹塚に所在する複合施設。主に、オフィスビルとスポーツジムで構成されている。

## 概要
かつて「新宿中村屋」として知られる株式会社中村屋が所有していたが、2017年1月に売却された。オフィス棟は地上18階、地下2階建て、地上高72.8mの高層ビルである。日新製糖株式会社の完全子会社である株式会社ドゥ・スポーツプラザが当施設の運営管理を行っている。テナントとして、かつてはマイクロソフト日本法人（現日本マイクロソフト）の本社が入居していたこともある。通りを挟んで、中村屋の東京事業所が所在する。2020年9月1日に「笹塚NAビル」から「Daiwa笹塚タワー」へ改名された。

## 沿革
- 1990年（平成2年）11月 - 中村屋旧笹塚工場跡地にて建設がはじまる。当初は「中村屋笹塚ビル」と仮称。
- 1991年（平成3年）12月 - 中村屋が株式会社エヌエーシーの株を取得し子会社化。
- 1993年（平成5年）2月 - 「笹塚NAビル」オフィス棟（地上18F・地下2F）およびレストラン棟（地上3F・地下1F）が完成。（建築主はエヌエーシー）
- 1998年（平成10年）2月 - レストラン棟をオフィスビルに改装し「別館」とする。
- 1998年（平成10年）5月 - 株式会社エヌエーシーが株式会社エヌエーシーシステムに商号変更。
- 2005年（平成17年）10月 - 株式会社エヌエーシーシステムは株式会社エヌエーシービルに商号変更。不動産管理やスポーツジムの運営事業を分社化し、2代目株式会社エヌエーシーシステムを設立。同日付で中村屋がエヌエーシービルを吸収合併。
- 2017年（平成29年）1月 - 中村屋が「笹塚NAビル」を売却[1]。
- 2019年（平成31年）2月 - 中村屋が株式会社エヌエーシーシステムを日新製糖へ譲渡[3]。
- 2020年（令和2年）4月 - 株式会社エヌエーシーシステムが日新製糖子会社の株式会社ドゥ・スポーツプラザ（同月1日付で株式会社日新ウエルネスに商号変更）へ吸収合併される[4]。
- 2020年（令和2年）9月 - 「笹塚NAビル」から「Daiwa笹塚タワー」へ改名[2]。

## 主なテナント

### オフィス棟
- ジョンソンコントロールズ 日本法人本社
- エヌエーシーシステム
- オリンパス 東京事業場 笹塚
- オリンパスソフトウェアテクノロジー 本社

### 別館
- スポーツクラブA-1笹塚店

## アクセス
- 京王線 - 笹塚駅より徒歩4分
- 小田急小田原線・東京メトロ千代田線 - 代々木上原駅より徒歩15分
- 小田急小田原線 - 東北沢駅より徒歩13分